# Ok Nefna Tysvar Ty
Ok Nefna Tysvar Ty è il terzo album in studio pubblicato dalla one-man-band Falkenbach.
Il titolo deriva dal poema Sigrdrífumál e in norreno significa “E due volte invoca Týr”.

## Tracce
1. Vanadis[1] – 9:25
2. ...As Long as Winds Will Blow... – 4:02
3. Aduatuza – 4:35
4. Donar's Oak – 4:48
5. ...The Ardent Awaited Land – 3:28
6. Homeward Shore – 5:31
7. Farewell – 8:07